# بو بونو (ژنرال)
بوبونو(هانجا:扶芬奴)، یک ژنرال برجسته در دوره ابتدایی گوگوریو و از همراهان امپراتور جومونگ است. گفته می‌شود که فعالیت‌های او تا زمان پادشاه یوری ادامه داشته است.

## فعالیت‌ها

### اقدامات اولیه
او در بنیان گشتن گوگوریو نقش بسزایی داشت در همان زمان، پادشاه کشور بیریو، سونگ یانگ، به دلیل تازگی حکومت، آن را تحقیر کرد. بو بونو وارد عمل شد و طبل و آلات موسیقی قدیمی کاخ بیریو را به امپراتور جومونگ تقدیم کرد. هنگامی که پادشاه پرسید: «چگونه توانستی اشیاءی که پنهان شده بود را بیاوری؟»، بو بونو پاسخ داد: «این‌ها هدیه‌ی آسمان است؛ همانطور که شما به کمک آسمان پادشاه شدید، این بار نیز آسمان شما را یاری خواهد کرد.»
در سال ۳۲ قبل از میلاد، او به همراه اوی فرمان پادشاه را اجرا کرد و کشور هانگین را در جنوب شرقی کوه تای‌بک فتح کرده و به شهری از گوگوریو مبدل نمود.

### سرکوب قوم شیانبی
در سال ۹ قبل از میلاد، قوم شیان‌بی به گوگوریو حمله کردند. به دلیل دشواری زمین و سختی شرایط، حمله مستقیم دشوار بود. بو بون نو پیشنهاد داد تا با استفاده از حیله، شیان‌بی‌ها فریب داده شوند: «این قوم شجاع اما ساده‌اند و می‌توان با تدبیر آن‌ها را شکست داد.»
او یک نفر را به عنوان خائن جعلی به شیان‌بی‌ها فرستاد تا ضعف و ترس گوگوریو را نشان دهد. سپس پادشاه با ارتشی کم‌قدرت به قلعه شیانبی رفت و عقب‌نشینی کرد تا شیان‌بی‌ها فریب خورده و از قلعه بیرون بیایند. بوبونو که در جنگل کمین کرده بود، وارد قلعه شد و قوم شیان‌بی را شکست داد.
در نتیجه، شیان‌بی تحت سلطه گوگوریو قرار گرفتند و پادشاه یوری قصد داشت به پاس این موفقیت به بوبونو زمین اعطا کند، اما او همه‌ی موفقیت را به پادشاه نسبت داد. به جای زمین، پادشاه ۳۰ گون طلا و ۱۰ اسب عالی به او هدیه داد.

## تصویرسازی مدرن
- جومونگ ( MBC ، 2006–2007 ، بازیگر: پارک کیونگ هوان )